# Nagy-György Attila
Nagy-György Attila (Marosvásárhely, 1969. augusztus 11. –) erdélyi magyar római katolikus lelkész és egyházi író.

## Életútja
Középiskoláit szülővárosában kezdte, s a gyulafehérvári kántoriskolában fejezte be (1987). Ugyancsak Gyulafehérváron 1987–91 között, majd a dél-tiroli Brixenben 1991–93-ban, illetve Innsbruckban 1993–94 és 1996–98 között teológiai tanulmányokat folytatott, ez utóbbi teológiáján doktorátust is szerzett (1998). 1994–96 között Brassóban segédlelkész, 1998-tól Zernyesten plébános, 2000-től a Gyulafehérvári Római Katolikus Főegyházmegye ifjúsági lelkésze is.
Első tanulmányait a gyulafehérvári szeminaristák folyóirata (Seminarium Incarnatae Sapientiae (SIS)) közölte 1991-ben; alkalmi hit- és közösségépítő írásai a Vasárnap, Keresztény Szó, Búzamag (Brassó), Kistestvér (Csíksomlyó), Rikkancs (Innsbruck), Brassói Lapok, Életünk hasábjain jelentek meg. Diplomamunkáját az innsbrucki egyetem teológiai fakultásának kiadásában jelentették meg olaszul (La formazione dei giovanni alla vita cristiana nell'Opera di Maria. Innsbruck 1993). Doktori értekezését ugyancsak Innsbruckban németül adták ki (Einübung in den Glauben. 1998).

## További munkáiból
- Ifjúság és egyház "5 perccel 12 előtt" (Marosvásárhely, 1997);
- Nagy-György Ferenc (Képekben és versekben. Marosvásárhely, 2001. Székely Katalin társszerzővel).
- A Szentháromságról a közösségben c. tanulmánya a Pannonhalma Nagytalálkozó 2000 c. gyűjteményes kötetben (Budapest, 2000) látott napvilágot.